# (3102) Krok
(3102) Krok est un astéroïde Amor découvert le 21 août 1981 à Klet par l'astronome slovaque Ladislav Brožek. Sa désignation provisoire était 1981 QA.
Sa distance minimale d'intersection de l'orbite terrestre est de 0,187853 ua.